# الرماية في دورة الألعاب العربية 2011
في دورة الألعاب العربية لعام 2011 عُقدت فعاليات الرماية في مجمع لوسيل في الدوحة في قطر في الفترة من 9 إلى 23 ديسمبر، حيث تم التنافس على 36 حدثًا. 

## ملخص الميداليات

### رجال
| الحدث                           | الذهبية                                                                    | الفضية                                                                                             | البرونزية                                                                     |
| ------------------------------- | -------------------------------------------------------------------------- | -------------------------------------------------------------------------------------------------- | ----------------------------------------------------------------------------- |
| 50 م بندقية 3 مراكز             | Mohamed Hassan (EGY)                                                       | خالد العنزي (KSA)                                                                                  | Hamed Al Khatri (OMA)                                                         |
| 50 م بندقية 3 مراكز للفرق       | مصر (EGY) · Ahmed Darwish ‏ · Amgad Hassan · Mohamed Hassan                 | السعودية (KSA) · Faiz Alanazi · خالد العنزي · Hussain Alharbi                                      | عمان (OMA) · Jamal Al Bulushi · MoHammed Al Hattali · Hamed Al Khatri         |
| 50 م بندقية 3 مراكز منبطح       | علي رشيد المهندي (QAT)                                                     | Jamal Alsebbah (BHR)                                                                               | Abdulaziz Alrowaiei (BHR)                                                     |
| 50 م بندقية 3 مراكز منبطح للفرق | البحرين (BHR) · Abdulaziz Alrowaiei · Jamal Alsebbah · سلمان زمان          | قطر (QAT) · Abdulla Al-Maadeed · علي رشيد المهندي · علي علي ناصر                                   | السعودية (KSA) · خالد العنزي · عبد الله البوغامي · سنهات العتيبي              |
| 10 م بندقية هوائي               | Mohamed Hassan (EGY)                                                       | خالد العنزي (KSA)                                                                                  | Khaled Alsubaie (KUW)                                                         |
| 10 م بندقية هوائي للفرق         | مصر (EGY) · Mohamed Abdelkader · Mohamed Hassan · بيتر سليمان              | السعودية (KSA) · Faiz Alanazi · خالد العنزي · Nasser Alharthi                                      | الكويت (KUW) · Ali Alemtairy · Abdullah Alharbi · Khaled Alsubaie             |
| مسدس 50 م                       | محمد السيد (KSA)                                                           | Dhiyaa Mahroos (IRQ)                                                                               | Jamal Al Hattali (OMA)                                                        |
| مسدس 50 م للفرق                 | السعودية (KSA) · Mohammed Alamri · Aqeel Albadrani · محمد السيد            | عمان (OMA) · Ismail Al Abri · Said Al Hasani · Jamal Al Hattali                                    | البحرين (BHR) · Abdulmajed Abulkhaliq · خالد عمر · Ashban Sulaiman            |
| 25 م مسدس إطلاق متكرر           | Said Al Hashmi (OMA)                                                       | Zafer Faraj Al-Qahtani (QAT)                                                                       | Said Al Hasani (OMA)                                                          |
| 25 م مسدس إطلاق متكرر للفرق     | قطر (QAT) · Zafer Faraj Al-Qahtani · عادل خان · Riaz Rustam Khan           | مصر (EGY) · هشام أحمد · Mahmoud Ahmed · أمير إبراهيم                                               | البحرين (BHR) · Abdulmajed Abulkhaliq · Ashban Sulaiman · سامي يحيى           |
| 25 م مسدس قياسي                 | محمد السيد (KSA)                                                           | Mahmoud Ahmed (EGY)                                                                                | Mohammed Alamri (KSA)                                                         |
| 25 م مسدس قياسي للفرق           | السعودية (KSA) · Mohammed Alamri · Safar Aldosari · محمد السيد             | مصر (EGY) · هشام أحمد · Mahmoud Ahmed · Hassan Elghoul                                             | عمان (OMA) · Said Al Hasani · Said Al Hashmi · Hilal Al Khatri                |
| مسدس مركزي 25 م                 | Mohammed Alamri (KSA)                                                      | Aqeel Albadrani (KSA)                                                                              | هشام أحمد (EGY)                                                               |
| مسدس مركزي 25 م للفرق           | السعودية (KSA) · Mohammed Alamri · Aqeel Albadrani · محمد السيد            | قطر (QAT) · Zafer Faraj Al-Qahtani · عادل خان · Riaz Rustam Khan                                   | البحرين (BHR) · Abdilmajed Abulkhaliq · خالد عمر · Ashban Sulaiman            |
| مسدس هواء 10 م                  | Amine Adjabi (ALG)                                                         | محمد السيد (KSA)                                                                                   | Dhiyaa Mahroos (IRQ)                                                          |
| مسدس هواء 10 م للفرق            | السعودية (KSA) · Aqeel Albadrani · Safar Aldosari · محمد السيد             | الجزائر (ALG) · Amine Abjabi · فاتح زيادي ‏                                                         | العراق (IRQ) · Nooruldeen Abbas · Dhiyaa Mahroos · علي محسن                   |
| فخ                              | Naser Meqlad (KUW)                                                         | Mohammed Al-Rumaihi (QAT)                                                                          | جو سالم ‏ (LIB)                                                                |
| فخ للفرق                        | لبنان (LIB) · وليد النجار · Joseph Ishaya Hanna · جو سالم ‏                 | الكويت (KUW) · Khaled Almudhaf · Naser Meqlad · سعاد مقلد                                          | قطر (QAT) · Hamad Al-Adba · Rashid Hamad Al-Athba · Mohammed Ahmed Al-Rumaihi |
| فخ مزدوج                        | فهيد الديحاني (KUW)                                                        | Rashid Hamad Al-Athba (QAT)                                                                        | سيف الشامسي (UAE)                                                             |
| فخ مزدوج للفرق                  | الإمارات العربية المتحدة (UAE) · Juma Al Maktoum · سيف الشامسي · محمد ضاحي | الكويت (KUW) · فهيد الديحاني · Meshfi Almutairi · Saad Almutairi                                   | عمان (OMA) · محمد الحبسي · Ahmed Al Hatmi · Ammar Al Hinai                    |
| سكيت                            | سعيد بن مكتوم بن رشيد آل مكتوم (UAE)                                       | Azmi Mehilba (EGY)                                                                                 | عبد الله الرشيدي (KUW)                                                        |
| سكيت للفرق                      | قطر (QAT) · Nasser Saleh Al-Attiya · مسعود حمد · رشيد صالح حمد             | الإمارات العربية المتحدة (UAE) · Mohammad Ahmed · سعيد بن مكتوم بن رشيد آل مكتوم · Saif Bin Futais | الكويت (KUW) · Naser Aldihani · زيد المطيري · عبد الله الرشيدي                |

### سيدات
| الحدث                           | الذهبية                                                                                 | الفضية                                                                                  | البرونزية                                                                              |
| ------------------------------- | --------------------------------------------------------------------------------------- | --------------------------------------------------------------------------------------- | -------------------------------------------------------------------------------------- |
| 50 م بندقية 3 مراكز             | بهية الحمد (QAT)                                                                        | Matara Fahad Al-Aseiri (QAT)                                                            | مريم أرزوقي (KUW)                                                                      |
| 50 م بندقية 3 مراكز للفرق       | قطر (QAT) · Matar Fahad Al-Aseiri · بهية الحمد · الشيخة خلف المحمد                      | البحرين (BHR) · Azza Alqasmi · Lulwa Alzayani · Aysha Suwaileh                          | مصر (EGY) · نورهان عامر · Noha Elessawy · Reham Mohamed                                |
| 50 م بندقية 3 مراكز منبطح       | مريم أرزوقي (KUW)                                                                       | Azza Alqasmi (BHR)                                                                      | Aysha Suwaileh (BHR)                                                                   |
| 50 م بندقية 3 مراكز منبطح للفرق | البحرين (BHR) · Azza Alqasmi · Lulwa Alzayani · Aysha Suwaileh                          | قطر (QAT) · Mahbubeh Akhlaghi · Matara Fahad Al-Aseiri · بهية الحمد                     | مصر (EGY) · نورهان عامر · Noha Elessawy · Reham Mohamed                                |
| 10 م بندقية هوائي               | مريم أرزوقي (KUW)                                                                       | بهية الحمد (QAT)                                                                        | Mahbubeh Akhlaghi (QAT)                                                                |
| 10 م بندقية هوائي للفرق         | قطر (QAT) · Mahbubeh Akhlaghi · بهية الحمد · الشيخة خلف المحمد                          | مصر (EGY) · نورهان عامر · Noha Elessawy · شيماء حشاد                                    | الكويت (KUW) · Ayat Alduwaikhi · Heba Arzouqi · مريم أرزوقي                            |
| 25 م مسدس                       | ألفة الشارني (TUN)                                                                      | Sumaya Al Meshaiei (UAE)                                                                | نصرة محمد محمود (QAT)                                                                  |
| 25 م مسدس للفرق                 | الإمارات العربية المتحدة (UAE) · Sumaya Al Meshaiei · شمه المهيري · Shaikha Alrumaithii | قطر (QAT) · سعاد وليد الخاطر · نصرة محمد محمود · هنادي مبارك سالم                       | العراق (IRQ) · نور العمري · Marwah Fadhil · Lamis Jehad                                |
| مسدس هواء 10 م                  | ألفة الشارني (TUN)                                                                      | Radwa Ibrahim (EGY)                                                                     | نورة نصري (TUN)                                                                        |
| مسدس هواء 10 م للفرق            | مصر (EGY) · شيماء عيد · أمل إبراهيم · Radwa Ibrahim                                     | قطر (QAT) · سعاد وليد الخاطر · Dana Saad Almubarak · نصرة محمد محمود                    | الإمارات العربية المتحدة (UAE) · Sumaya Al Meshaiei · Wafa Alali · Shaikha Alrumaithii |
| فخ                              | Amna Al-Abdulla (QAT)                                                                   | راي باسيل (LIB)                                                                         | شهد الحوال (KUW)                                                                       |
| فخ للفرق                        | قطر (QAT) · Amna Mesaad Al-Abdulla · نورا عيسى العلي · نوال حسن الخلف                   | المغرب (MAR) · هند أماني · Yasmine Marirhi · ياسمينة المسفيوي                           | الكويت (KUW) · سارة الحوال · شهد الحوال · Sumaiah Juhail                               |
| سكيت                            | Eman Alshamaa (KUW)                                                                     | أفراح محمد (KUW)                                                                        | Amal Ahmed Al-Rafeea (QAT)                                                             |
| سكيت للفرق                      | الكويت (KUW) · Shaikhah Alrashidi · Eman Alshmaa · أفراح محمد                           | قطر (QAT) · Amal Ahmed Al-Rafeea · Reem Gholome Al-Sharshani · Deena Khamis Al-Tebaishi | البحرين (BHR) · Khulood Burashaid · فاطمة حيدر · Samah Hejres                          |

## جدول الميداليات
*   البلد المضيف ( قطر)
| المرتبة | فريق                     | ذهبية | فضية | برونزية | المجموع |
| ------- | ------------------------ | ----- | ---- | ------- | ------- |
| 1       | قطر*                     | 8     | 11   | 4       | 23      |
| 2       | السعودية                 | 7     | 6    | 2       | 15      |
| 3       | الكويت                   | 6     | 3    | 8       | 17      |
| 4       | مصر                      | 5     | 6    | 3       | 14      |
| 5       | الإمارات العربية المتحدة | 3     | 2    | 2       | 7       |
| 6       | البحرين                  | 2     | 3    | 6       | 11      |
| 7       | تونس                     | 2     | 0    | 1       | 3       |
| 8       | عمان                     | 1     | 1    | 6       | 8       |
| 9       | لبنان                    | 1     | 1    | 1       | 3       |
| 10      | الجزائر                  | 1     | 1    | 0       | 2       |
| 11      | العراق                   | 0     | 1    | 3       | 4       |
| 12      | المغرب                   | 0     | 1    | 0       | 1       |
| المجموع | المجموع                  | 36    | 36   | 36      | 108     |

## روابط خارجية
- اطلاق النار في الموقع الرسمي